# Resvératrol
Le resvératrol est un polyphénol de la classe des stilbènes présent dans certains fruits comme les raisins, les mûres ou les cacahuètes, et dans certaines plantes comme la renouée du Japon. On le retrouve en quantité notable dans le raisin, et donc dans le jus de raisin et le vin qui en est issu.
Bien que couramment utilisé comme complément alimentaire et étudié en laboratoire via des modèles de maladies humaines, il n'existe aucune preuve de haute qualité que le resvératrol prolonge la vie ou a un effet substantiel sur une quelconque maladie humaine,,,.

## Historique
Son nom viendrait de Veratrum album L. var grandiflorum, le vératre blanc, d’où il a été extrait pour la première fois en 1939 par un Japonais, Takaoka. Il est aussi identifié en 1959 dans un eucalyptus puis en 1963 dans la racine de la renouée du Japon, Fallopia japonica (ou Polygonum cuspidatum), une polygonacée d’Asie orientale très invasive en Europe, mais utilisée depuis des siècles en médecine traditionnelle chinoise et japonaise. La découverte du resvératrol dans la pellicule du raisin date de 1976 mais il a fallu attendre 16 ans pour qu’en 1992 Siemann et Creasy l’identifient finalement dans le vin.
À la même époque paraissent deux articles qui vont avoir un grand retentissement sur les études du resvératrol. Le premier en 1992, de Renaud et de Lorgeril montre qu’une consommation modérée de vin peut protéger de la maladie coronarienne et le second en 1993, de Frankel et al. démontre que c'est le resvératrol du vin qui, en inhibant l’oxydation du LDL, doit être responsable de son effet cardioprotecteur. Le resvératrol est donc un bon candidat pour résoudre l’énigme du paradoxe français, expression qui renvoie à la situation surprenante de la région du sud-ouest, où malgré une consommation élevée de graisses animales, est observé un taux relativement bas de maladies cardiovasculaires (comparativement aux pays du nord de l’Europe).
Ces travaux ont déclenché une pléthore d’études sur le rôle chimiopréventif des polyphénols du vin et en particulier du resvératrol. En dehors de la prévention de la maladie coronarienne, la liste des effets bénéfiques bien documentés de ce composé n'a cessé de croître : elle concerne l’inflammation, l’activation plaquettaire, l’angiogenèse, le maintien de la masse osseuse, la réduction de la masse adipeuse, la neuroprotection, la photoprotection, le vieillissement. Pendant une décennie, les observations étayant les bénéfices pour la santé du resvératol n’ont cessé de s’accumuler mais en s’appuyant majoritairement sur des preuves indirectes comme les études épidémiologiques ou sur les effets biologiques établis sur des systèmes in vitro ou d’animaux de laboratoire. Pour l'instant, en raison du manque de preuves directes, beaucoup de ces résultats ne peuvent être étendus à l'humain qu'avec la plus grande prudence, notamment depuis que le 12 mai 2014, une équipe italienne a montré que sur une cohorte de 783 personnes de plus de 65 ans, les taux urinaires de resvératrol n'étaient liés à aucun déterminant de santé ou de mortalité.
En 2017, une étude publiée par la revue Science rappelle que cette molécule a fait l'objet de nombreux travaux de recherche mais « qui ont produit des preuves contradictoires des effets du resvératrol dans différents contextes ». Certains auteurs ont conclu que seules de faibles doses étaient efficacement utiles pour la santé, puis Craveiro et al. ont conclu que de fortes doses de resvératrol inhibent les réponses des cellules humaines T CD4 + face aux antigènes et à faible dose le resvératrol modifie le métabolisme cellulaire en rendant la cellule plus sensible aux antigènes avec une production accrue d'interféron γ (une cytokine inflammatoire). Ces deux données plaident selon les auteurs en faveur d'une évaluation poussée des risques d'utilisation de resvératrol pour traiter diverses pathologies notamment en contexte auto-immun.

## Propriétés physiques
Le resvératrol se présente sous deux formes isomères, trans- et cis-, avec un passage de la forme trans- (E) à la forme cis- (Z) par irradiation UV (photoisomérisation). Le trans-resvératrol est donc une molécule photosensible qu’une simple exposition à la lumière suffit à transformer de manière irréversible dans son isomère cis. C'est un composé instable supportant aussi assez mal la chaleur et les milieux oxydants.
L'isomère trans est la forme bioactive. Contrairement à ce dernier, l'isomère cis ne présente que peu d'effets bénéfiques avérés sur la santé à ce jour.
|  |

## Plantes riches en resvératrol

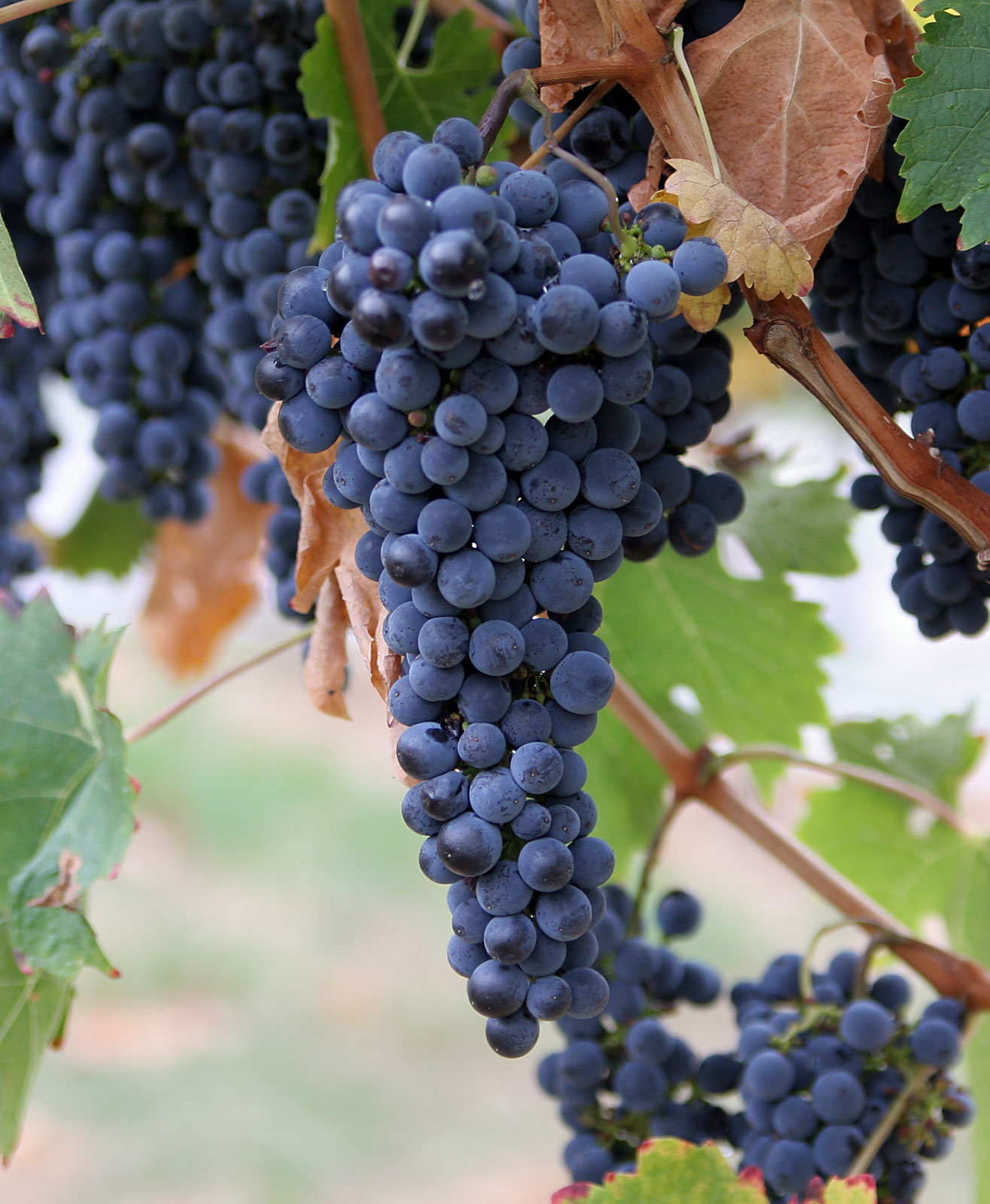
Le raisin est le fruit le plus riche en resvératrol qu'on retrouve également dans ses produits dérivés dont le vin

Le resvératrol est une phytoalexine, c’est-à-dire une substance induite par un stress environnemental ou pathogène (tel qu’une attaque fongique comme le Mildiou ou le Botrytis chez la vigne) et destinée à contenir localement les dégâts du pathogène. La forme isomérique trans- est plus abondante dans les plantes que la forme cis-. On la trouve dans au moins 72 espèces de plantes réparties dans 12 familles. Ce sont les familles de plantes supérieures suivantes : Vitaceae, Myrtaceae, Dipterocarpaceae, Cyperaceae, Gnetaceae, Fabaceae, Pinaceae, Polygonaceae, Moraceae, Fagaceae, Liliaceae.
Parmi les plantes alimentaires, on trouve le resvératrol dans,, :
- le raisin et ses dérivés. Le resvératrol est surtout concentré dans la pellicule du grain de raisin et on le trouve en quantité variable suivant le cépage, l’origine géographique et l’exposition aux maladies fongiques[20]. Il est majoritairement présent sous forme de glucoside (trans-resvératrol-3-O-glucoside).
  - Les raisins secs ont une teneur variable et pouvant être élevée en resvératrol (de 1,9 mg·kg-1 pour un raisin de Corinthe[21], à 486 mg·kg-1 pour un Thompson Seedless de Californie, avec une méthode d'analyse élaborée[22]).
  - Pour le vin, l’importance du resvératrol dépend en outre de la durée de macération des peaux dans le jus. Cela explique pourquoi les vins blancs, peu ou pas macérés, ont moins de resvératrol (0,13 mg·l-1 de trans- et 0,06 mg·l-1 de cis-resvératrol) que les rosés et ceux-ci moins que les vins rouges. Les plus riches sont les vins de Pinot noir (Bourgogne), de Merlot, de Grenache ou de Mourvèdre. Le cépage Pinot noir contient le plus de resvératrol avec une concentration pouvant aller jusqu’à 11,9 mg·l-1 (en Suisse) ; en France, sa teneur moyenne est de 5,4 ± 1,2 mg·l-1[23]. Le resvératrol y est majoritairement présent sous forme aglycone, sous les formes isomériques trans- et cis-[24]. La teneur en trans-resvératrol du vin rouge varie beaucoup suivant la région de production. Si on classe les cinq plus grands producteurs mondiaux de vin par la teneur moyenne en resvératrol de leur vin rouge[19], on obtient dans l'ordre la France, l'Australie, l'Italie, l'Espagne et les États-Unis.
- les fèves de cacao constituent une source importante de flavonoïdes et de resvératrol. Le chocolat noir contient 0,4 mg·kg-1 de resvératrol[17], soit la deuxième source alimentaire de ce polyphénol après le vin ou le raisin;
- les baies rouges du genre Vaccinium : jus de canneberge avec un taux de 0,278 mg·kg-1 ;
- l’arachide (Arachis hypogaea) : les cacahuètes grillées sont relativement pauvres en resvératrol (0,03  à   0,147 mg·kg-1) ;
- Gnetum gnemon, un petit arbre d'Asie[25] important dans la cuisine indonésienne ;
- la rhubarbe (Rheum tataricum), la mûre (Morus spp.), la grenade (Punica granatum), le sorgho, etc.

Plantes médicinales riches en resvératrol :
- la renouée du Japon (Reynoutria japonica ou Fallopia japonica ou Polygonum cuspidatum), est une Polygonacée originaire d’Asie orientale, appelée 虎杖 huzhang en chinois  et itadori en japonais. C’est une plante très vigoureuse, pouvant atteindre 3 m de haut, qui a tendance à devenir invasive en Europe et aux États-Unis. La plante entière est utilisée comme matière médicale en Chine (sous le nom de 石莽草 shimangcao) et au Japon (sous le nom d'itadori ou de kojôkon pour la racine). La racine de cette renouée est une des sources les plus riches en resvératrol connue (2,96–3,77 g·kg-1). Une fois séchée, la racine fournit une infusion, le « thé d’itadori », traditionnellement utilisé depuis des siècles en Chine et au Japon dans le traitement des maladies cardio-vasculaires et comme anti-inflammatoire. Il a été trouvé dans cette infusion 9,74 mg·l-1 de resvératrol, principalement sous forme de glucoside, ce qui place cette boisson dans la moyenne supérieure des vins rouges[24].
- les deux vératres, Veratrum album L. var grandiflorum et  Veratrum formosanum ont aussi leurs racines et rhizomes utilisés comme matière médicale dans la médecine traditionnelle chinoise (sous le nom de 藜芦 li lu) et japonaise.
- le Yucca schidigera, le Dracaena loureiri

## Absorption et métabolisme
Pendant longtemps, des études sur les activités pharmacologiques du resvératrol ont été menées sans connaître les mécanismes d’absorption et de biodisponibilité de ce composé. Quand l’obtention de trans-resvératrol radiomarqué comme traceur a permis de faire les premières observations, la surprise a été grande de découvrir qu’après une prise orale, on le retrouvait en majorité dans les urines sous des formes conjuguées et qu’il n’était pratiquement pas décelable dans le plasma sanguin. Le resvératrol ingéré oralement est absorbé à hauteur de 70 % dans l’intestin, ce qui est un taux remarquablement élevé pour un polyphénol. Il apparaît chez certains sujets très rapidement (30 min environ) après ingestion à l’état de trace dans le plasma sanguin mais très rapidement il est métabolisé dans le foie en resvératrol-3-sulfate (ou -4’-sulfate) ou en resvératrol-3-4’-disulfate (ou 3,5-disulfate) et en resvératrol-3-O-glucuronide (ou 4’-O-glucuronide). La glucuronidation en 4’ semble préférentielle.
En 2003, Goldberg en déduisait qu’il « semblait que le rôle bénéfique pour la santé de ces composés sous leur forme non conjuguée, fondé sur des études de leur activité in vitro, était irréaliste et avait été très exagéré ».
L’étude de la distribution du 14C-trans-resvératrol dans tous les tissus de la souris peut se faire de manière très précise par autoradiographie. Vitrac et ses collaborateurs (2003) ont observé que la concentration de la radioactivité dans le sang était relativement basse et constante durant les 6 h de l’expérience. Au bout de 3 h, on trouve la concentration la plus élevée dans le duodénum, puis par ordre décroissant, les reins, le foie et les poumons, la rate et le côlon, le cœur, le cerveau et les testicules. En utilisant la microautoradiographie, les auteurs montrèrent que le trans-resvératrol peut pénétrer les tissus, en particulier le foie où les hépatocytes sont capables d’incorporer la radioactivité. En tenant compte de la présence de glucosides du resvératrol (picéide, astringine (en)) dans le vin rouge et de leur possible hydrolyse dans l’intestin, les auteurs concluent ainsi: « il peut être suggéré qu’une consommation régulière et modérée de vin rouge devrait pouvoir garantir au corps humain la quantité de resvératrol suffisante pour assurer une action chimiopréventive du cancer ».

Absorption, métabolisme et excrétion du resvératrol

Il existe de plus des synergies entre les divers polyphénols contenus dans une boisson qui peuvent changer leur biodisponibilité. Il a été montré que le quercétol (contenu aussi dans le vin) interférait avec la sulfatation et la glucuronidation du resvératrol dans le foie et pouvait ainsi accroître sa biodisponibilité.

## Activités biologiques

### Activités antioxydantes
Une production excessive de radicaux libres dans l’organisme peut provoquer des dégâts importants sur les macromolécules et les cellules de cet organisme. La dégradation des lipides par le stress oxydant provoquera des dépôts de lipides oxydés dans les vaisseaux à l’origine des plaques d’athérome, perturbera le fonctionnement des membranes cellulaires et produira des dérivés carcinogènes. Les attaques radicalaires de l’ADN seront source de mutations carcinogènes et celles des protéines inhiberont les enzymes et dérégleront les signaux cellulaires de prolifération ou de défense.

#### Mode d’action
Les antioxydants peuvent agir à deux niveaux de la réaction d’oxydation :
- dès la phase d’initiation, ils peuvent empêcher la formation de radicaux en bloquant, dans des complexes, les métaux de transition (fer, cuivre) qui agissent autrement comme de puissants catalyseurs. Ce sont des chélateurs de métaux de transition ;
- lors de la phase de propagation, ils peuvent intercepter les radicaux et briser la chaîne de réaction. Ce sont des piégeurs de radicaux.

Le resvératrol, comme tous les polyphénols, possède des groupes hydroxyles phénoliques, Ar-OH, pouvant fournir des hydrogènes H aux radicaux peroxyles L-OO• et par là, les neutraliser sous la forme d’hydroxydes L-OOH :
Ar-OH + L-OO• → Ar-O• + L-OOH
Le radical Ar-O• étant assez stable et moins réactif, va briser la chaîne.
Comme il n’existe pas de mesure absolue d’évaluation du potentiel antioxydant d’un composé, il faut recourir à des évaluations comparatives avec d’autres composés. De plus ces comparaisons vont dépendre de la méthode d’évaluation et en particulier du radical libre péroxyle utilisé.
- En comparant la capacité in vitro à piéger les radicaux libres du DPPH• (2,2-diphényl 1-picrylhydrazyl)[31] par le resvératrol ou certains flavonoïdes du vin, Iacopini et ses collaborateurs[32] ont obtenu la hiérarchie suivante :
  - Quercétol > Catéchol > Rutoside > Trolox >> Resvératrol.
  - Les flavonoïdes sont plus antioxydants que la vitamines E (Trolox) alors que le resvératrol l’est beaucoup moins.

- Mais si on utilise un générateur de radicaux impliqué dans les processus physiopathologiques comme le peroxynitrite ONOO−, on obtient l’ordre suivant :
  - Quercétol > Catéchol > Resvératrol > Rutoside > Trolox
  - Le resvératrol se retrouve alors dans la moyenne des potentiels antioxydants des flavonoïdes.

- Un test encore plus intéressant sur le plan physiopathologique consiste à évaluer la capacité à réduire la peroxydation des lipoprotéines de basse densité LDL (transporteur du cholestérol)[33]. Il est maintenant largement admis que la formation de radicaux libres à partir des lipides du LDL est un facteur essentiel de la genèse de l’athérosclérose.
En incubant le LDL avec l’ion cuivrique Cu2+ pour catalyseur, l’effet d’inhibition de la peroxydation des lipides, obtenu en ajoutant des polyphénols, se fait dans l’ordre suivant :
  - Resvératrol > Quercétol > Trolox > Catéchol
  - Le resvératrol est un puissant antioxydant, plus efficace même que les flavonoïdes à empêcher la peroxydation du LDL. Il agit principalement « en amont » de la réaction en rendant inopérant le catalyseur cuivrique. C’est un chélateur de l’ion cuivrique Cu2+. Le grand pouvoir de chélation du resvératrol est utile in vivo car on sait que le LDL a une forte propension à se lier au cuivre. La capacité de chélation du cis-resvératrol n’est par contre que de la moitié de celle du trans-resvératrol.

- Lorsque le LDL est incubé avec comme générateur de radicaux libres, l’AAPH[34], le resvératrol agit « en aval » de la réaction en piégeant les radicaux libres de lipide péroxyle formés et en empêchant la propagation de la réaction en chaîne d’oxydation. Le resvératrol est toutefois un piégeur de radicaux libres moins puissant que les flavonoïdes et à peu près similaire à la vitamine E :
  - Quercétol > Catéchol > Resvératrol > Trolox

- Avec une autre technique conçue pour mettre en évidence le mécanisme de piégeur de radicaux libres (et non pas de chélateur), Sojanovic et collaborateurs (2001)[35] ont montré que le resvératrol et les flavonoïdes, quercétol et épicatéchol, étaient tous également puissants. Tous les trois étaient capables de réduire d’environ 95 % la peroxydation lipidique de liposomes[36].

L’effet antioxydant du vin devrait donc être imputé aux flavonoïdes et aux acides-phénols plutôt qu’au resvératrol, puisque ce dernier y est présent à des doses plusieurs centaines de fois inférieures (0,1 – 10 mg·l-1 de trans-resvératrol contre 1000 – 3 000 mg·l-1 de flavonoïdes).
Ils ont également montré que c’était principalement le groupe hydroxyle OH en position 4’ qui donnait son H pour piéger les radicaux libres.

#### Propriétés antioxydantes du resvératrol et protection de la peau
L’exposition aux rayonnements ultraviolets provoque un stress oxydatif au niveau cutané, qui constitue l’un des principaux facteurs du vieillissement de la peau et du risque de mélanome. Plusieurs polyphénols connus pour leurs propriétés antioxydantes, dont le resvératrol, ont fait l’objet d’études portant sur leurs effets photoprotecteurs potentiels dans le cadre d’applications topiques,.
Sur des cultures cellulaires de kératinocytes, le traitement avec du resvératrol avant exposition aux UVB induit une inhibition de l’activation de la voie NF-κB et une meilleure survie de cellules, avec une réduction de la production de dérivés réactifs de l’oxygène,.
Plusieurs expérimentations sur des souris sans poils montrent par ailleurs que l’application de resvératrol entraîne une réduction significative d’effets d’une exposition aux UVB tels que la prolifération cellulaire, la production de peroxyde d’hydrogène, l’infiltration leucocytaire et la phosphorylation de la survivine,,.
Une étude récente réalisée sur des kératinocytes humains a également montré l’effet photoprotecteur du resvératrol contre les UVA, vraisemblablement en agissant sur la voie Keap1-Nrf2 qui constitue le principal régulateur de l’activité protectrice des cellules contre le stress oxydatif. Le resvératrol peut dégrader la protéine Keap1, augmenter la quantité de protéine Nrf2 et faciliter son accumulation dans le noyau, protégeant ainsi les kératinocytes contre le stress oxydatif induit par les UVA.
En 2013, une étude sur l’humain portant sur l’effet combiné des UVA et des UVB a mis en évidence plusieurs actions photoprotectrices d’un dérivé stable du resvératrol, le resvératrate. Des effets significatifs ont été observés concernant la coloration de la peau, le développement d’un érythème et l’apparition de cellules entrant en apoptose sous l’effet du coup de soleil. L’action inhibitrice du resvératrol sur la production de mélanine s’est montrée comparable à celle de préparations antioxydantes utilisées dans les protections solaires, mais avec peut-être un mode d’action plus diversifié sur les différentes composantes du bronzage.
Les rayons ultraviolets provoquent un vieillissement prématuré de la peau qui se traduit par une altération des tissus conjonctifs du derme, riches en collagène, occasionnant l’apparition de rides. Une étude récente a montré que le resvératrol et la metformine inhibent l’expression du gène de la métalloprotéinase matricielle 9 et protègent le collagène de la dégradation sous l’effet des UV, par le biais de l’activation de la sirtuine 1.
Des récepteurs spécifiques du 3H-resvératrol ont été découverts dans l’épiderme humain. L’activation de ces récepteurs chez des kératinocytes humains en culture réduit le nombre de cas d’apoptoses artificiellement provoquées par l’exposition au SNP et le relargage de monoxyde d’azote. Selon les auteurs de cette étude, l’action protectrice du resvératrol pour la peau serait probablement due à un effet anti-apoptose de ce composé, dans la mesure où à une même concentration il réduit le nombre de cellules en apoptose tout comme les évènements conduisant à la mort cellulaire déclenchés par le SNP.
Les études cliniques, quand elles sont accessibles, semblent confirmer l’effet anti-vieillissement du resvératrol sur la peau. Par exemple, une étude de l’entreprise Caudalie a montré qu’après 28 jours d’utilisation topique d’une formule à base de resvératrol, les rides profondes étaient réduites de 24 %.

### Activités anti-inflammatoires

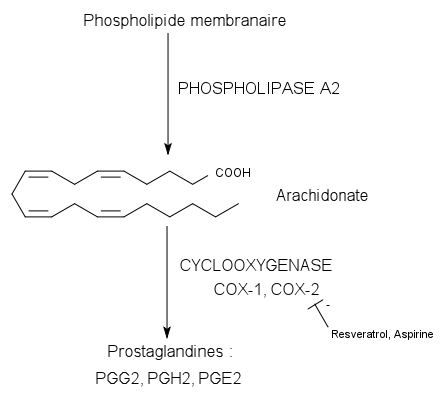
Voie de synthèse des prostaglandines via les COX

Le resvératrol est capable d’inhiber l’agrégation des plaquettes sanguines. À la suite d'une lésion d’une paroi artérielle, les plaquettes viennent s’accrocher aux parties endommagées du vaisseau et produisent de l’ADP et du thromboxane A2. Ces composés déclenchent l’agrégation des plaquettes entre elles et le thromboxane A2 provoque de surcroît une vasoconstriction. L’accumulation d’un grand nombre de plaquettes forme une masse compacte pouvant obstruer le vaisseau.
En 1995, Pace-Asciak et ses collaborateurs montrent que deux polyphénols du vin rouge, le quercétol et le resvératrol, peuvent inhiber in vitro l'agrégation plaquettaire induite par l’ADP (ou par la thrombine). Ils établissent également que le resvératrol est capable de bloquer la synthèse du thromboxane A2 à partir de l’arachidonate. La même équipe poursuit l’année suivante ses travaux sur 24 sujets humains auxquels ils font boire par période de 4 semaines, du vin rouge, du vin blanc, du jus de raisin et du jus de raisin additionné de 4 mg·l-1 de resvératrol. L’analyse de leurs plaquettes montre que les groupes qui ont consommé du vin ou du jus additionné de resvératrol accroissent leur résistance à l’agrégation plaquettaire et diminuent leur thromboxane.
Les propriétés proprement anti-inflammatoires du resvératrol sont mises en évidence en 1997 sur la souris. On s’aperçoit que le resvératrol peut réduire un œdème de la patte de la souris induit par le carraghénane, en agissant au niveau des prostaglandines.
Les prostaglandines et les thromboxanes sont des médiateurs lipidiques de l’inflammation dérivés de l’acide arachidonique. L’arachidonate provient lui, en général, des phospholipides de la membrane plasmique (par action de la phospholipase A2). De ce composé dérivent ensuite par la voie de la cyclooxygénase (COX-1 et COX-2) les prostaglandines et les thromboxanes (voir schéma).

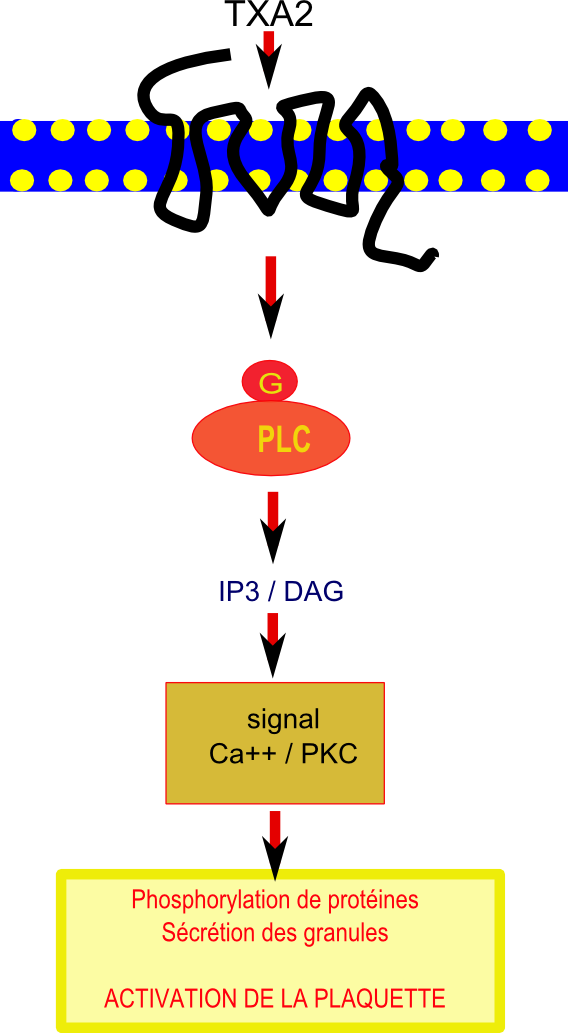
Voie de transduction du signal inhibée par le resvératrol dans une plaquette.
IP3 va stimuler l’augmentation du calcium intracellulaire et le DAG déclenche des phosphorilations de protéines provoquant la sécrétion des granules et conduisant finalement à l'activation de la plaquette

Plusieurs travaux ont montré que le resvératrol est en mesure d’inhiber l’enzyme cible COX-2. Les études in vitro sur les cellules épithéliales et sur les macrophages ont montré qu'il peut réduire la synthèse de prostaglandines en inhibant l’expression du gène de la COX-2 et en diminuant directement l’activité de la COX-2.
L’aspirine est un médicament antithrombotique très souvent prescrit bien qu’une proportion importante des patients y soit résistante. En traitant des prélèvements sanguins avec le collagène (pour provoquer l’agrégation plaquettaire), Stef et ses collaborateurs ont montré que le resvératrol peut réduire l’agrégation des plaquettes des patients cardiaques résistants à l’aspirine, là où l’aspirine échoue. Toutefois le mécanisme précis d’action du resvératrol n’est pas parfaitement compris.
Des travaux récentssuggèrent que l’effet cardioprotecteur du resvératrol, obtenu grâce à sa puissante inhibition de l’agrégation plaquettaire et son atténuation de l’expression d’une protéine de surface, la sélectine P,
serait lié en amont à la diminution de l’activité de la phospholipase C β (PLC β). Le thromboxane A2 active les plaquettes en se fixant sur un récepteur spécifique de celles-ci couplé à une protéine G et à la phospholipase C (PLC) qui catalyse des réactions produisant IP3 (inositol triphosphate) et DAG (diacylglycérol).
Des travaux réalisés en 2010 montrent que le resvératrol augmente l'expression d'un microARN (nommé miR-663) dans les cellules immunitaires humaines, ce qui diminue l'expression d'un autre microARN (le miR-155), ce dernier favorisant la réaction inflammatoire.

### Activité antitumorale
Le resvératrol est un agent prometteur dans la chimioprévention. Il assure la médiation de nombreuses cibles cellulaires impliqués dans les voies de signalisation du cancer. On a étudié la cytotoxicité induite par le resvératrol dans les cellules H1299, des cellules du cancer du poumon non à petites cellules ayant une délétion partielle du gène qui code la protéine p53. Le resvératrol a réduit la viabilité de quatre lignées de cellules avec une relation dose et temps-dépendante. La cytotoxicité induite par le resvératrol dans ces cellules a été en partie médiée par la protéine p53 et a participé à l'activation des caspases 9 et 7 et au clivage de la poly-(ADP-ribose)-polymérase. Ces résultats suggèrent une possible stratégie thérapeutique basée sur l'utilisation de resvératrol pour le traitement des tumeurs qui sont généralement insensibles aux thérapies conventionnelles en raison de leur perte de fonction p53 normale.
La transition épithéliale-mésenchymateuse joue un rôle dans la progression tumorale. Pour comprendre le rôle du resvératrol dans l'invasion tumorale et les métastases du cancer du poumon, les auteurs ont cherché à étudier son activité à inhiber le TGF-β1, qui induit in vitro  le développement de cette transition épithéliale-mésenchymateuse dans les cellules du cancer du poumon. Il est apparu que le resvératrol inhibe l'initiation du TGF-β1 induit par la transition épithéliale-mésenchymateuse. Ainsi, in vitro il inhibe le processus invasif et les métastases dans le cancer du poumon.
L'efficacité du traitement combiné de composés phytochimiques avec la clofarabine, un médicament anticancéreux employé dans le mésothéliome malin, a été étudiée. Le traitement associant le resvératrol à la clofarabine a produit un effet synergique antiprolifératif dans certaines cellules. Dans l'ensemble, les données publiées indiquent que l'effet synergique antiprolifératif du resvératrol et de la clofarabine est lié à l'inhibition de l'oncogène Akt1 et du facteur de transcription Sp1. Ces données suggèrent que cette association pourrait avoir une valeur thérapeutique dans le traitement du mésothéliome malin.
Le traitement par resvératrol a réduit le volume et le poids des tumeurs dans des modèles animaux de cancer du col de l'utérus mais des études animales utilisant des modèles de cancer du col de l'utérus orthotopiques et des modèles cliniquement pertinents sont essentiels pour mieux comprendre le potentiel anticancéreux de cette molécule.

### Allongement de la durée de vie
Les études montrent que le resvératrol allonge la durée de vie chez les levures, les nématodes et les killis, mais nous n'avons pas d'explication quant à la raison pour laquelle cet effet n'est pas présent chez les mouches et les souris.

#### Levure de bière
L’intérêt pour le resvératrol est relancé en 2003 lorsqu’Howitz et ses collaborateurs
après avoir testé de nombreux polyphénols sur la longévité de la levure de bière (Saccharomyces cerevisiae) s’aperçoivent que le resvératrol est le plus efficace de tous. Lorsqu’une cellule de levure se divise, on peut distinguer la cellule mère de la cellule fille qui est plus petite et compter ainsi le nombre de divisions de la cellule mère jusqu’à sa mort. Alors que la longévité moyenne de la levure sauvage est de 21 générations, celle de la levure avec du resvératrol dans son milieu de culture est 35,7 générations, soit une augmentation de durée de vie de 70 %.
Les auteurs ont ensuite essayé de voir si cet effet pouvait être rapproché d’un autre mécanisme très étudié d’allongement de vie par restriction alimentaire (restriction calorique). On sait depuis les années 1930 que le moyen le plus simple et le plus efficace de rallonger la durée de vie d’un animal est de restreindre sa prise alimentaire. En diminuant sa ration alimentaire normale de 30 à 40 %, on permet à l’animal de vivre en meilleure santé et plus longtemps. Cet effet de restriction calorique (RC) sans malnutrition a été observé chez des espèces aussi diverses que les mouches, les vers ou les rongeurs.
Lin et ses collaborateurs, (2000, 2002) ont montré qu’en réduisant la concentration en glucose dans le milieu de culture de 2 % à 0,5 %, on peut allonger la durée de vie réplicative de la levure, accroître sa respiration et activer le gène Sir2. Et inversement, en invalidant le gène Sir2, la restriction calorique (RC) ne produit plus d’extension de durée de vie.
Le mécanisme d’action de la restriction calorique modérée (confirmé et précisé depuis) peut donc être résumé ainsi :
RC ⇒ activation des mitochondries ⇒ activation de SIR2 ⇒ allongement de vie
Peu de temps après ces travaux, Howitz et ses collaborateurs s’aperçoivent que, parmi les polyphénols testés, le resvératrol non seulement allonge le plus la durée de vie de la levure mais aussi produit la meilleure activation de SIR2. Ils postulent donc que le resvératrol mime l’effet de la restriction calorique sur l’allongement de vie.
La protéine SIR2 qui appartient à la famille des protéines antivieillissement, les sirtuines, possède chez les mammifères, un orthologue, SIRT1. Les sirtuines sont des enzymes dépendantes du NAD, capables de désacétyler des protéines et d’accroître la durée de vie de la levure, du ver Caenorhabditis elegans et de la mouche Drosophile.
D’autres analyses génétiques ont montré que dans la restriction calorique sévère, avec moins de 0,05 % de glucose (soit 1/10 de la RC modérée), l’allongement de vie se produit aussi mais sans activer les mitochondries et Sir2.
Il semble donc que le degré de restriction calorique et son déroulement temporel puissent influencer la relation entre mitochondries, sirtuines et longévité. Plusieurs voies métaboliques d’allongement de la vie par RC sont possibles.

#### Les vertébrés
Une des premières études de l’effet du resvératrol sur la durée de vie des vertébrés a porté sur un petit poisson à durée de vie courte, le Nothobranchius furzeri. Grâce à une supplémentation en resvératrol, ce poisson voit sa durée de vie médiane et maximum s’allonger et les effets du vieillissement sur l’activité motrice se faire moins sentir.
Deux études récentes indiquent qu’un traitement au resvératrol étend la durée de vie de la souris obèse et permet de contrecarrer les effets délétères d’un régime riche en graisse. Le groupe d’Auwerx près de Strasbourg (Lagouge et al. 2006)
et le groupe de Sinclair de Boston (Baur et al., 2006) ont montré que les effets bénéfiques du resvératrol sur le niveau de glucose et d’insuline des souris obèses ouvrent des perspectives intéressantes pour le traitement du diabète de type 2.
Lagouge et ses collaborateurs ont administré pendant 9 semaines un régime riche en graisse, représentatif de l’alimentation des pays occidentaux, à deux groupes de souris. Le groupe dont l’alimentation était très fortement enrichie en resvératrol a montré une prise de poids inférieure de 40 %. En analysant les tissus musculaires, ils se sont aperçus qu’ils contenaient beaucoup plus de mitochondries et que celles-ci étaient très actives. En accroissant la consommation d’oxygène dans les mitochondries, le resvératrol permet d’éviter une prise de poids indue et fournit une meilleure résistance à la fatigue. Lors d'un test d’endurance, les souris ayant reçu du resvératrol pouvaient courir deux fois plus loin que les autres. L’équipe a établi que l’action du resvératrol passe par l’activation de la sirtuine SIRT1 et d’un coactivateur de transcription PGC-1α qui joue un rôle fondamental dans la biogenèse mitochondriale et l’adipogenèse.
Le groupe de Sinclair eut recours à un protocole expérimental différent de celui d’Auwerx : il utilisa des doses beaucoup plus faibles de resvératrol (1/18e de la dose d’Auwerx), durant une période plus longue (deux ans) sur les souris plus âgées. Mais même avec ce traitement à faible dose au long cours, les souris recevant une alimentation grasse additionnée de resvératrol améliorent leur sensibilité à l’insuline et accroissent leur durée de vie de manière sensible par rapport aux souris recevant seulement une nourriture grasse. Par contre, elles connaissent à peu près la même prise de poids.
Les études des deux groupes montrent un accroissement de la biogenèse mitochondriale, de l’activité PGC-1α, de la protéine kinase activée par AMP et des fonctions motrices.
Des travaux montrent néanmoins que le resvératrol n'améliore pas le fonctionnement des mitochondries chez le rat et la souris et que des doses élevés ont un effet toxique.
Pour les souris nourries normalement, ad libitum, on constate qu’elles ne vivent pas plus longtemps lorsqu’elles reçoivent du resvératrol,. Mais elles manifestent une plus grande résistance aux affections liées à l’âge telle une moindre albuminurie, une diminution de l’inflammation, moins de cataractes, une plus grande coordination motrice, une perte de la densité osseuse moins importante.
Chez des lémuriens microcèbe, le resvératrol diminue la prise de poids et augmente le métabolisme dans une période d'engraissement naturel. Cet effet, non observé chez les rongeurs, serait propre des primates. Une étude continue sur le retardement des déficits liés à l'âge et l'augmentation de la longévité,.
On ne dispose pas encore de publications portant sur les effets du resvératrol sur l’activation des sirtuines chez l’humain, mais l’étude de Civitarese et de ses collaborateurs (2007) portant sur l’effet de la restriction calorique sur l’expression de SIRT1 est assez instructive. Grâce à un petit groupe de personnes qui ont accepté de réduire de 25 % la valeur calorique de leur alimentation pendant 6 mois, ces auteurs ont pu observer une plus grande expression de SIRT1, un plus grand nombre de mitochondries dans les muscles, de moindre dégâts de l’ADN et une amélioration de la fonction mitochondriale.

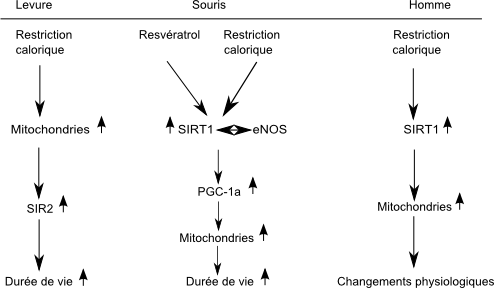
Voies métaboliques de la RC et du resvératrol, d'après Guarente

En raison d’une forte exposition aux espèces réactives oxygénées, l’ADN mitochondrial accumule au cours du temps des mutations qui provoquent le déclin des enzymes mitochondriales. Les dysfonctionnements des mitochondries pourraient être le facteur majeur des maladies neurodégénératives,.
Le resvératrol qui peut passer la barrière hémato-encéphalique pourrait avoir un rôle protecteur vis-à-vis des processus neurodégénératifs dans les maladies de Huntington, de Parkinson et d'Alzheimer.
L’effet du resvératrol a été étudié sur deux modèles animaux de la maladie d’Huntington : le ver Caenorhabditis elegans surexprimant la huntingtine mutée responsable de la maladie, sur lequel des tests in vivo ont été effectués et une souris transgénique portant le gène muté (codant la huntingtine) dont les neurones ont été analysés in vitro. Dans les deux modèles, le resvératrol supprime les effets toxiques de la huntingtine mutée. Les neurones du ver retrouvent leurs réactions normales et la mort neuronale est diminuée chez la souris. L’activation de SIRT1 par le resvératrol conduit à une moindre toxicité dans les cellules neurales qui expriment une forme mutée de la huntingtine.
La destruction par un neurotoxique des neurones dopaminergiques de la substantia nigra permet de simuler chez le rat la maladie de Parkinson. Après avoir fait ingérer du resvératrol (10, 20, 40 mg·kg-1) à ces rats, Jin et ses collaborateurs ont montré qu’au bout de 2 semaines les animaux peuvent récupérer une partie de leurs fonctions. Ils ont testé les réponses des rats en leur injectant de l’amphétamine : les animaux n’étant lésés que d’un côté, vont se mettre à tourner rapidement sur eux-mêmes, mais ceux qui ont ingéré du resvératrol tournent beaucoup moins.
L’effet du resvératrol a été testé sur deux modèles murins de la maladie d’Alzheimer (MA) : soit des souris transgéniques portant le gène muté de l’APP, lié à la forme familiale de la MA et développant d’importantes plaques β-amyloïdes sans perte neurale, soit des souris transgéniques surexprimant la protéine p25 qui provoque une dérégulation de la protéine tau et une dégénérescence neuronale massive.
On constate que les souris p25 ont un niveau de SIRT1 qui croît au fur et à mesure de la perte neurale alors que les souris du premier type ne montrent aucune augmentation de la SIRT1.
En additionnant durant 45 jours à la nourriture des souris APP du resvératrol (à raison de 300 mg·kg-1·j-1), Karuppagounder et ses collaborateurs ont pu observer une diminution importante de la surface des plaques amyloïdes dans le cortex médial, le striatum et l’hypothalamus. Par contre, aucun changement significatif n’a été trouvé dans l’hippocampe, foyer principal de la maladie d’Alzheimer. Kim et ses collaborateurs ont observé in vitro que le resvératrol via l’activation de SIRT1, diminue de moitié la mort neurale de cellules transfectées par p25-GFP. Pour réduire in vivo la neurodégénération au niveau de l’hippocampe, ils ont dû injecter directement le resvératrol dans les ventricules du cerveau des souris p25. Ils ont alors pu observer une réduction du déficit d’apprentissage et du déclin cognitif. Le resvératrol active SIRT1 qui désacétyle la protéine p53 et l'inhibition de l'apoptose a un effet neuroprotecteur.

## Chez l'être humain
Malgré tous ces résultats très favorables sur des modèles animaux ou au niveau cellulaire, l’efficacité et la sécurité du resvératrol en tant que complément alimentaire n’a toujours pas été démontrée chez l’humain. Certaines contre-indications sont déjà connues : un effet sur les plaquettes sanguines qui pourraient augmenter le risque de saignement. L'augmentation de durée de vie de certains animaux traités au resvératrol a été remise en question par plusieurs laboratoires travaillant sur la levure, la drosophile et le nématode. Il n'est encore pas possible de tirer des conclusions définitives quant aux effets du resvératrol sur l'être humain.
Chez l'être humain, il a été testé dans différentes maladies mais sur peu de personnes. Il pourrait ainsi avoir une action favorable sur les différents paramètres d'un syndrome métabolique. Dans la stéatose hépatique non alcoolique, il s'avère, par contre, décevant. Son effet hypolipémiant suspecté chez la souris n'est pas retrouvé chez l'humain. Des revues de la littérature publié en 2022 montre quelques effets sur des marqueurs biologiques sans pour autant conclure à un effet clinique significatif,.
Une revue systématique et une méta-analyse ont conclu que de fortes doses de resvératrol (≥1000 mg) ont réduit les niveaux de glucose à jeun (WMD: -18,76 mg/dL, IC 95%: -23,43, -14,09; P < 0,00001). De plus, le resvératrol a réduit la pression artérielle systolique (WMD: -7,97 mmHg, IC 95%: -10,63, -5,31; P < 0,00001) et la pression artérielle diastolique (WMD: -3,55 mmHg, IC 95%: -5,18, -1,93; P < 0,00001) chez les patients atteints de diabète de type 2.